# Kanato de Kazán
El Kanato de Kazán (en tártaro: Qazan xanlığı; en ruso: Казанское ханство) (1438-1552) fue un estado tártaro situado en el territorio de la antigua Bulgaria del Volga con capital en Kazán. Comprendía las actuales repúblicas rusas de Tartaristán, Mari-El, Chuvasia, Mordovia, y parte de las de Udmurtia y Baskortostán.

## Geografía y población
El territorio del kanato comprendía las tierras pobladas por búlgaros musulmanes de Bolğar, Cükätäw, Kazan y Qaşan y otras regiones que originalmente pertenecían a Bulgaria del Volga. El Volga, el Kama y el Viatka eran los principales ríos del kanato, así como las principales vías de comercio. La mayoría de la población eran tártaros de Kazán. Su autoidentidad no se limitaba a los tártaros; muchos se identificaban simplemente como musulmanes o como "el pueblo de Kazán". El Islam era la religión del Estado.
La nobleza feudal local estaba formada por búlgaros étnicos, pero la corte y la escolta de los kanes de Kazán estaban compuestas por tártaros esteparios (kipchaks, y más tarde por nogayos) que vivían en Kazán. Según la tradición de Ginghizide, las tribus túrquicas locales también eran llamadas tártaros por la nobleza esteparia y, más tarde, por la élite rusa. Parte de la alta nobleza procedía de la Horda de Oro. Incluía a miembros de cuatro importantes familias nobles: Arghin, Barin, Qipchaq y Shirin.
Entre los pueblos sometidos al kan se encontraban los chuvasios, los mari, los mordvinos, los tártaros de Mishar, los udmurtos y los baskires. También se incorporaron al kanato los permianos y algunas tribus de los komi. Los mishars habían llegado durante el período de la Horda de Oro y asimilaron gradualmente a los mordvinos y burtas finlandeses residentes. Su territorio estaba gobernado por antiguos tártaros esteparios. Algunos ducados de Mishar nunca fueron controlados desde Kazán y en su lugar gravitaron hacia el Kanato de Qasim o la Rusia moscovita.
La mayor parte del territorio del kanato estaba cubierto de bosques, y sólo la parte meridional lindaba con la estepa. La principal población de las estepas eran los nómadas mangitas, también conocidos como nogayos, que a veces reconocían el gobierno del kan de Kazán, pero más a menudo realizaban incursiones agrícolas contra tártaros y chuvasios, como habían hecho en el periodo de la Horda de Oro. Más tarde, los nogayos fueron trasladados y sustituidos por calmucos. Más recientemente, esta zona fue colonizada por tártaros, chuvasios y rusos, que erigieron murallas defensivas para vigilar la frontera sur. Desde que se estableció el kanato, las tropas cosacas tártaras lo defendieron de los nogayos.
Las fuentes rusas indican que en el kanato de Kazán se utilizaban al menos cinco idiomas. El primero y más importante era el idioma tártaro, que incluía el dialecto medio de los tártaros de Kazán y el dialecto occidental de los mishares. Su forma escrita (idioma tártaro antiguo) era la lengua preferida del estado. El idioma chuvasio era descendiente del idioma bulgárico, hablada por los chuvasios paganos. El idioma bulgárico también influyó mucho en el dialecto medio del idioma tártaro. Los otras tres eran probablemente el idioma mari, las lenguas mordvínicas y el idioma baskir, que también se desarrollaron a partir de los idiomas bulgárico y kipchak.

## Sociedad
El khan gobernaba el Estado. Basaba sus acciones en las decisiones y consultas de un consejo de gabinete, o Diwan. La nobleza comprendía los rangos de bäk (bey), ämir (emir) y morza. Los estamentos militares consistían en el uğlan (ulan), bahadir, içki (ichki). El clero musulmán también desempeñaba un papel importante. Se dividían en säyet (seid), şäyex (jeque), qazí (qazi) e imanes. Los ulema, o clérigos, desempeñaban un papel judicial y mantenían las madrassas' (escuelas) y las maktabs (bibliotecas).
La mayoría de la población estaba compuesta por qara xalıq (negros), una población musulmana libre
que vivían en tierras estatales. Las tierras feudales estaban pobladas en su mayoría por çura (siervos). Los prisioneros de guerra solían ser vendidos a Turquía o a Asia Central. Ocasionalmente eran vendidos dentro del Kanato como esclavos (qol) y a veces eran asentados en tierras feudales para convertirse más tarde en çura. La población musulmana y no musulmana del Kanato debía pagar el yasaq.

### Estamentos privilegiados
En la sociedad kazana, los estamentos más privilegiados eran la nobleza y el clero. Las personas más importantes que formaban parte del Divan ("karachi") y emires (príncipes gobernantes) tenían la mayor riqueza e influencia. El título de karachi pertenecía a los jefes de los cuatro clanes tártaros más nobles -Shirin, Baryn, Argyn y Kipchak- y se transmitía por herencia. Karachi por su posición eran los consejeros más cercanos y coemperadores reales del kan de Kazán.
En las obras del historiador de Crimea Seyid-Muhammed Riza se identifican estos dos términos (karachi y emires). Los emires, al ser descendientes de los clanes más nobles de la aristocracia feudal, eran muy pocos. En los aristócratas kazanos el título de padre se transmitía sólo al hijo mayor. Los restantes grupos de la nobleza kazana eran beks, murzy y príncipes extranjeros. Los beks se situaban un escalón por debajo de los emires en la estructura social de la sociedad kazana. Los hijos menores de los beks eran murzy (contracción del árabe-persa emir-zade, lit. hijo principesco). Entre los príncipes extranjeros, las posiciones más fuertes las ocupaban los llamados " Príncipes de Arsk". En el kanato había muchos príncipes chuvash, votsk y cheremiss.
Los representantes del clero musulmán también ocupaban una posición privilegiada. El jefe espiritual —seyyid— desempeñaba un papel importante en la administración del Estado. El jan debía tener en cuenta sus consejos y a veces instrucciones directas, el jefe del estado salía a pie al encuentro del seyyid montado a caballo, y en los documentos oficiales se indicaba el nombre del seyyid antes del nombre del jan.
Un grupo privilegiado de personas que poseían parcelas de tierra y estaban exentas de impuestos y tasas se denominaba tarkhans. Los oglanes y los cosacos pertenecían a la clase militar. Los oglanes eran comandantes de unidades montadas y tenían derecho a participar en los kurultai. Los cosacos eran simples guerreros. A veces se les divide en "cortesanos" (que servían en la capital) y "zadvornye" (que servían en las provincias). La numerosa y bien organizada oficialidad gozaba de un estatus privilegiado especial.

### Clase de residentes urbanos y rurales
Entre los representantes de la clase no privilegiada se encontraban los residentes urbanos y rurales ordinarios: comerciantes, artesanos, trabajadores por cuenta propia y campesinos. La etiqueta Sahib-Giray menciona 13 tipos de impuestos y tributos que debían pagar estos grupos de población, pero de los que estaban exentos los tarkhans: yasak (impuesto sobre la renta del 10%, klan (obrok), salyg, kulush, kultyka, bach, kharaj kharajat (impuesto sobre el comercio), sala-kharaji (impuesto sobre las aldeas), yer-khylasy (impuesto sobre la tierra), tyutynsyany (impuesto sobre las pipas), susun (comida), gulufe (forraje) y ayuno. También se conoce la existencia de otros impuestos: tamga (impuesto sobre las mercancías), impuesto sobre el peso y otros.

### Campesinos dependientes y esclavos
Las tierras de los terratenientes eran cultivadas por campesinos dependientes ("kishi"). Los terratenientes también empleaban esclavos prisioneros de guerra, que eran asignados a las haciendas. Según C. Herberstein, al cabo de 6 años un esclavo de este tipo pasaba a ser libre, pero no tenía derecho a abandonar el territorio del estado.

## Economía
La agricultura estaba muy desarrollada en el reino. El pueblo cultivaba trigo, mijo y trigo sarraceno. La caza era común en las zonas boscosas y la pesca está muy extendida en los humedales. La apicultura en los bosques tuvo mucho éxito. Además, los artesanos se dedicaban al procesamiento del cuero.
La segunda ocupación principal de la gente del reino era el comercio. La región del Volga ha sido una ruta comercial desde la antigüedad, a ello también contribuyó la ubicación geográfica del país. El estado llevó a cabo un comercio a gran escala con Rusia, Persia y Turkestán. Los pobladores de la ciudad fabricaba diversas cosas con arcilla y madera y las vendía a los pueblos de Asia Central y otros países.

## Cultura
En general, la cultura del Janato de Kazán descendía de la de Bulgaria del Volga. Los elementos culturales de la Horda de Oro también estaban presentes en los círculos nobles.
Gran parte de la población urbana sabía leer y escribir. Había grandes bibliotecas en las mezquitas y madrasas. Kazán se convirtió en un centro de ciencia y teología.
Aunque predominaba la influencia islámica, también se desarrolló la literatura laica. Los poetas más destacados en lengua tártara antigua fueron Möxämmädyar, Ömmi Kamal, Möxämmädämin, Ğärifbäk y Qolşärif. Möxämmädyar renovó las tradiciones de la poesía kazana, y sus versos fueron muy populares.
La ciudad de Bolghar conservó su posición como lugar sagrado, pero sólo tuvo esta función, debido a la aparición de Kazán como importante centro económico y político en la década de 1430.
La arquitectura del kanato se caracteriza por la piedra blanca y las tallas de madera.

## Historia
Una teoría alternativa sugiere que, a finales del siglo XIV o principios del XV, los antiguos territorios de Bulgaria del Volga (Kazán Ulús o Ducado de Kazán dentro de la Horda de Oro) consiguieron disfrutar de una relativa independencia. El principado era autónomo y era gobernado por una dinastía búlgara.
En 1437, el antiguo Khan de la Horda de Oro Ulugh Muhammad fue derrotado en una lucha intestina, cediendo el trono al Khan de Crimea Sayyid-Ahmad I, huyó de Crimea y en otoño se retiró al Volga, donde capturó la ciudad de Kazan al año siguiente, expulsando de allí al kan Ali Bey, con ayuda de la nobleza local. Tras tomar Kazán, Ulug Muhammad se proclamó kan independiente, fundando así un nuevo estado militar-feudal. Junto a la antigua Kazán, que estaba mal fortificada, el nuevo kan construyó Nueva Kazán, que se convirtió en la capital del nuevo kanato (según otras fuentes, Nueva Kazán fue fundada en 1402 por Altyn-bey, y bajo Ulugh Muhammad se amplió y fortificó considerablemente). Hay signos de que la transferencia de poder finalizó bajo el mandato del hijo de Mohammed, Maxmud, en 1445.
El kanato estuvo marcado por guerras contra Rusia. Finalmente las guerras terminaron en 1552, cuando Iván el Terrible conquistó Kazan y la incorporó a Rusia.

### Historia temprana
Durante el reinado de Ulugh Muhammad y su hijo Maxmud, las fuerzas kazanas asaltaron varias veces el Muscovia y sus tierras sometidas. Basilio II de Moscú participó en la Gran Guerra Feudal contra sus primos, fue derrotado en una batalla cerca de Suzdal y se vio obligado a pagar un rescate al kan kazán.
En julio de 1487, el gran duque Iván III de Moscú ocupó Kazán y sentó en el trono a un líder títere, Möxämmädämin. A partir de entonces, el kanato de Kazán se convirtió en protectorado de Moscú y los comerciantes rusos pudieron comerciar libremente por todo su territorio. Los partidarios de una unión entre el Imperio Otomano y el Kanato de Crimea intentaron explotar los agravios de la población para provocar revueltas (en 1496, 1500 y 1505), pero con resultados insignificantes.
En 1521, Kazán se libró del dominio de Moscú y firmó un tratado de ayuda mutua con el Kanato de Astracán, el Kanato de Crimea y la Horda Nogay. A continuación, las fuerzas combinadas del kan Muhamed Giray y sus aliados de Crimea atacaron Moscovia.

## Kanes de Kazán
Los gobernantes del kanato de Kazán fueron (la lista no está completa):
- ? — Ghiasetdín de Kazán - como gobernante de Ghiasetdín Ulús (distrito), no del kanato;
- 1438-1446 — Ulugh Muhammad (Olug Moxammat, Ulug Mohammad, Oluğ Möxämmät, Ulu Mukhamed);
- 1446-1466 — Maxmud (Mäxmüd, Mahmudek, Mahmud, Makhmud);
- 1466-1467 — Xalil (Xälil, Khalil ibn Mahmud);
- 1467-1479 — Ibrahim (İbrahim);
- 1479-85 — Ilham (İlham, Ğäli, Ghali, Ali) (1.ª vez);
- 1485-86 — Moxammat Amin (Möxämmät Ämin, Möxämmädämin, Muhammad Amin) (1.ª vez);
- 1486-87 — Ilham (2.ª vez);
- 1487-96 — Moxammat Amin (2.ª vez);
- 1496-97 — Mamuq (Mamıq, Mameq, Mamuk);
- 1497-1502 — Ghabdellatif (Ğäbdellatíf, Abd Al-----Latyf, Abdul Latyf) ;
- 1502-18 — Moxammat Amin (3.ª vez); Finaliza la dinastía de Olug Moxammat.

- 1518-21 — Shahgali (Şahğäli, Shah Ali) (1.ª vez);
- 1521-25 — Sahib Giray (Säxibgäräy, Sakhib-Girey);
- 1525-32 — Safa Giray (Safagäräy, Safa-Girey) (1.ª vez);
- 1532-35 — Cangali (Canğäli, Jan Ali, Can Ali);
- 1535-46— Safa Giray (2.ª vez);
- 1546 — Shahgali (2.ª vez);
- 1546-49 — Safa Giray (3.ª vez);
- 1549-51 — Utamesh (Utamesh Giray, Ütämeşgäräy, Ötemiş, Otemish, Utyamysh) Soyembika (Söyembikä) como gobernante y regente;
- 1551-52 — Shahgali (3ª vez);
- 1552 — Yadegar Moxammad (Yadegär Möxämmät, Yadigar Muhammad, Yadygar);